# Oorlogsmonument Loosdrecht
Het oorlogsmonument in Nieuw-Loosdrecht gedenkt de burgers van Loosdrecht die tijdens de bezettingsjaren door oorlogsgeweld omkwamen. Het natuurstenen gedenkteken is een gemeentelijk monument en staat tegenover het oude gemeentehuis, aan de Nieuw-Loosdrechtsedijk in Nieuw-Loosdrecht.
Op 20 maart 1945 werden op 50 meter afstand van het gedenkteken tien personen door de bezetter gefusilleerd. Dit was als represaille voor het neerschieten van een Duitse militair. De namen van de gefusilleerden en van andere oorlogsslachtoffers uit Loosdrecht en omstreken staan op de vier zijden van de zuil vermeld. De geëxecuteerden waren voornamelijk gevangenen uit Kamp Amersfoort. De gebruikte tufsteen uit een groeve bij het Duitse plaatsje Ettringen bleek echter nogal poreus waardoor kleine stukjes uitspoelden waarna het verruwde oppervlakte begroeid raakte met mos en algen. In 2001 werden de vervaagde namen aan de linkerkant van het monument tevens op een bordje bij het monument geplaatst. Ook de naam van de ontwerper Paul Grégoire is op de zuil vermeld.
Dit gedenkteken was het eerste monument dat na de Tweede Wereldoorlog in Nederland werd opgericht. Nadat het gedenkteken in 1946 was gemaakt werd het eerst tentoongesteld in het Stedelijk Museum in Amsterdam. In 1947 werd het beeld geplaatst in Loosdrecht.

## Symboliek
Het beeld bestaat uit een stervende mannenfiguur met een duif op zijn rechterarm. Om zijn armen en één been draagt hij gebroken boeien. Het beeld is geplaatst op een taps toelopende, tufstenen zuil met kapiteel.
Het beeld symboliseert een gevallen strijder die zich van zijn aardse banden ontdoet. De duif verbeeldt zijn bevrijding. Bij de onthulling in 1946 werd het gedenkteken door tijdschrift De Tijd omschreven als 'Grégoire sublimeerde dit ontwerp tot de vallende figuur, die de aardsche banden losbreekt, terwijl een duif zijn bevrijden goedt symboliseert. [...] Zonder pathos, zonder literair te zijn, ligt daar de neergeslagen mensch, die toch bevrijd werd, wellicht meer bevrijd dan wij, de overlevenden van den wereldbrand.

## Joods monument
Rechts van het monument is sinds 11 augustus 1987 een Joods monument in de vorm van een liggende gedenksteen. Op deze steen staan de namen van omgekomen Joodse kinderen die voor het uitbreken van de Tweede Wereldoorlog naar Nederland waren gevlucht en enkele jaren in het Paviljoen Loosdrechtsche Rade woonden.